# Like I Love You
"Like I Love You" é o single solo de estreia do cantor e compositor americano Justin Timberlake, extraído de seu álbum solo de estreia, Justified, com a participação de Clipse. Foi lançado em 20 de agosto de 2002, pela Jive Records, tendo sido produzido pelo duo The Neptunes. Alcançou a 11ª posição na Billboard Hot 100, dos EUA, e a 5ª na tabela mundial. Essa música recebeu uma nomiação no Grammy Awards de 2003, na categoria "Melhor Rap ou Colaboração".

## Lista das músicas/formatos
- European CD maxi-single

1. "Like I Love You" (Album Version) (Williams, Pharrell/Hugo, C./Timberlake, Justin) — 4:47
2. "Like I Love You" (Instrumental) (Williams, Pharrell/Hugo, C./Timberlake, Justin) — 4:47
3. "Like I Love You" (Extended Club Mix) (Williams, Pharrell/Hugo, C./Timberlake, Justin) — 5:37

- UK CD remixes

1. "Like I Love You" (Album Version) (Williams, Pharrell/Hugo, C./Timberlake, Justin) — 4:46
2. "Like I Love You" (Instrumental) (Williams, Pharrell/Hugo, C./Timberlake, Justin) — 4:46
3. "Like I Love You" (Extended Club Mix I) (Williams, Pharrell/Hugo, C./Timberlake, Justin) — 5:39
4. "Like I Love You" (Extended Club Mix II) (Williams, Pharrell/Hugo, C./Timberlake, Justin) — 7:08

## Remixes/Versões oficiais
- Album Version — 4:44
- Instrumental — 4:44
- Radio Edit #2 — 3:51
- Radio Edit #3 — 4:10
- Extended Club Mix I — 5:37
- Extended Club Mix II — 7:08
- Basement Jaxx Vocal Mix — 6:03
- Basement Jaxx Acid Dub
- Basement Jaxx Radio Edit
- Deep Dish Zigzag Remix — 9:40
- Deep Dish Zigzag Radio Edit
- Deep Dish Zigzag Dub
- Phat Heads Remix — 5:51
- Joe Bermudez Out Of Sync Club Mix — 7:54
- Joe Bermudez Out Of Sync Radio Edit — 4:14
- Joe Bermudez Out Of Sync "Billie Jean" Edit — 4:22

## Posições
| Paradas (2002)                         | Melhor Posição |
| -------------------------------------- | -------------- |
| U.S. Billboard Hot 100                 | 11             |
| U.S. Billboard Hot Dance Club Play     | 1              |
| U.S. Billboard Hot Dance Singles Sales | 3              |
| U.S. Billboard Hot R&B/Hip-Hop Songs   | 53             |
| U.S. Billboard Rhythmic Top 40         | 17             |
| U.S. Billboard Top 40 Mainstream       | 4              |
| U.S. Billboard Top 40 Tracks           | 9              |
| Polônia Singles                        | 1              |
| Argentina Top 40 Singles               | 3              |
| Austrália ARIA Top 50 Singles          | 8              |
| Áustria Top 75 Singles                 | 29             |
| Bélgica Top 50 Singles                 | 6              |
| Brasil Top 100 Singles                 | 10             |
| Canadá Top 50 Singles                  | 10             |
| Dinamarca Top 20 Singles               | 4              |
| Alemanha Top 100 Singles               | 16             |
| Irlanda Top 50 Singles                 | 5              |
| Itália Top 50 Singles                  | 17             |
| Holanda Top 40 Singles                 | 5              |
| Nova Zelândia RAINZ Top 40 Singles     | 6              |
| Noruega Top 20 Singles                 | 10             |
| Portugal Top 50 Singles                | 9              |
| Espanha Top 40 Singles                 | 20             |
| Suécia Top 40 Singles                  | 14             |
| Suíça Top 100 Singles                  | 14             |
| Reino Unido Top (40/75) Singles        | 2              |
| Eurochart Hot 100 Singles              | 5              |
| United World Chart                     | 4              |
| Airplay World Official Top 100         | 4              |